# Жужелица золотистая
Жужелица золотистая, или жужелица золотоносная (лат. Carabus auratus), — редкий вид жуков подсемейства жужелиц (Carabinae) одноимённого семейства (Carabidae). Жуки не способны летать.

## Описание

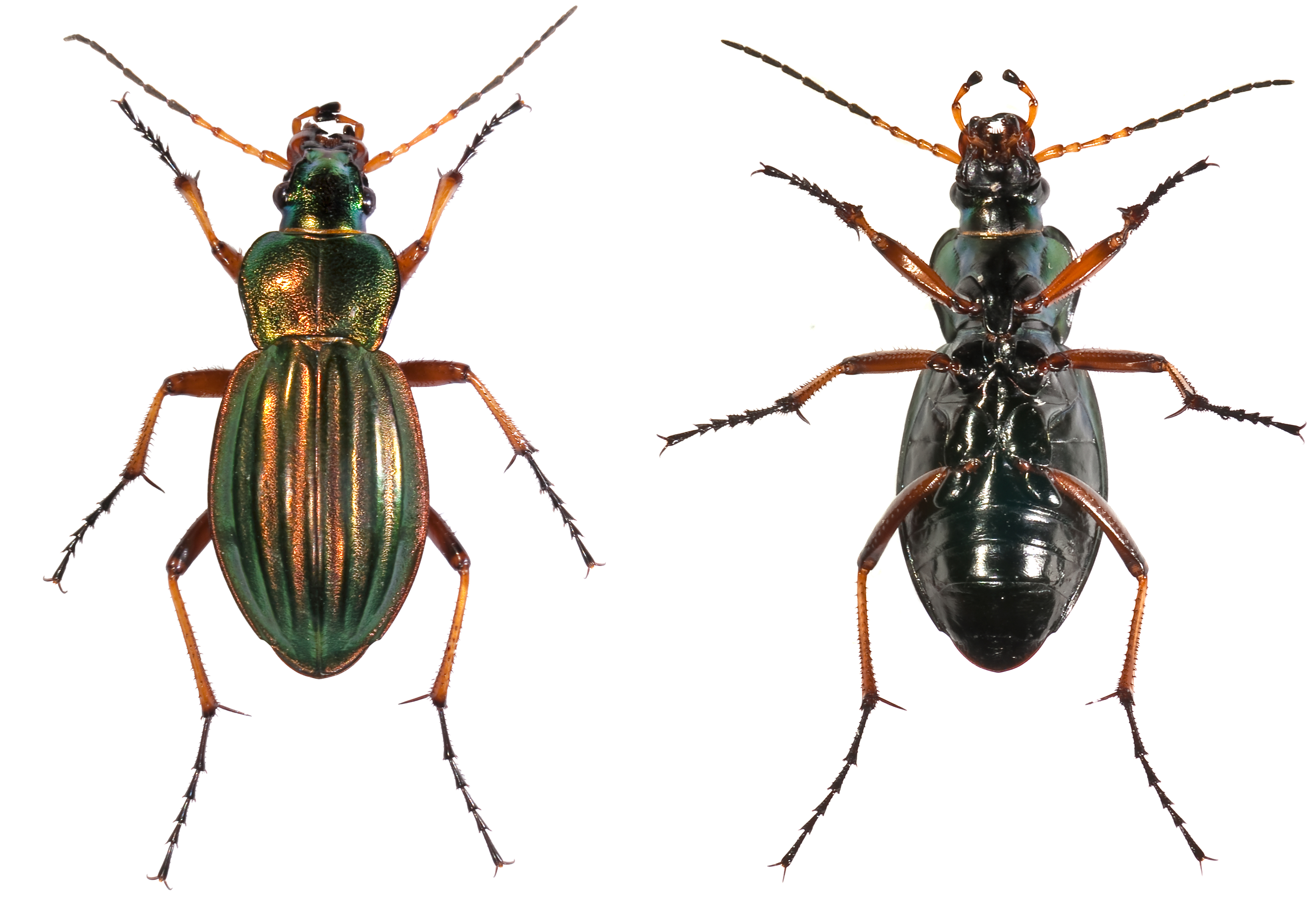
Жужелица золотистая

Длина тела жуков 17—30 мм. Тело сверху зелёное или бронзовое, с золотистым оттенком и металлическим отблеском. Низ тела чёрный, передняя часть имеет едва видный зеленоватый оттенок.
Голова слабо пунктированная, с двумя продольными вдавлениями между усиками. Ротовые органы и четыре первых (от головы) членика усиков красные.
Грудь как и голова с продольным вдавлением посередине; также на груди близ задних улов имеются поперечные выемки. Надкрылья смыкающиеся по шву вместе овальные и выпуклые; каждое из надкрылий имеет три выступающие бороздки, на промежутках между которыми рассеяны крошечные выступающие зёрнышки.
Ноги длинные, буро-красные.

## Ареал
Этот вид обитает в Европе и Центральной Азии. В России встречается на юге европейской части.
Интродуцирован в Северную Америку благодаря трудам Вашингтонского энтомологического общества. В США жуки питаются вредителем — непарным шелкопрядом. В Северной Америке жуки расселились и освоились на юго-востоке США и в провинции Квебек (Канада).

## Местообитания и образ жизни
Обитает на полях, лугах, лесных опушках, пашнях и садах, предпочитает песчано-глинистые почвы. В отличие от большинства других видов рода Carabus активна днем. Хищник — питается наземными беспозвоночными — насекомыми, моллюсками, дождевыми червями и другими. Личинки обитают под камнями.

## Синонимы
В синонимику вида входят следующие биномены:
- Carabus auratoides Reitter, 1896
- Carabus brullei Géhin, 1885
- Carabus catalaunicus Géhin, 1885
- Carabus concyri P. Machard, 1973
- Carabus confluentinus Bocklet, 1904
- Carabus dufouranis Csiki, 1927
- Carabus isignyensis P. Machard, 1977
- Carabus labittei Clément, 1904
- Carabus laniarius Gistel, 1857
- Carabus laticollaris Bocklet, 1904
- Carabus navarricus Lapouge, 1925
- Carabus obscuricornis Beuthin, 1885
- Carabus perauratus Reitter, 1896
- Carabus quadricostatus Bocklet, 1904
- Carabus rotundatus Born, 1895
- Carabus sulcatissimus Lapouge, 1898
- Carabus sulcatus DeGeer, 1774